# Српско буре
Партизанско буре или српско буре је импровизирана направа за стерилизацију, дезинфекцију и дезинсекцију одјеће. Ради на принципу Коховог лонца. Загријавањем воде на 100 °C, врела водена пара струји кроз одјећу која је сложена у бурету. Уређај има огњиште гдје се ложи ватра, казан одакле испарава врела водена пара и комору гдје висе одијела која треба да се очисте.
Постоје двије врсте партизанског бурета. Прва се састоји од металног казана на постољу, испод којег се ложи ватра ради загријавања воде. На казан се ставља дрвено буре са рупама на дну кроз које пролази пара. У горње дрвено буре се ставља одјећа и буре се добро затвори приликом рада.
Друга врста бурета се израђује од металног (обично бензинског) бурета на постољу, а испод њега је наложена ватра. У доњем дијелу бурета је вода која се загријава и претвара у врелу пару. На тој висини се поставе пречке или препрека са рупама. Да одјећа не би нагорјела унутрашњост бурета се облаже дрвеним пречкама. Тиме, одјећа не налијеже на вруће металне зидове бурета и не може да нагори.
Уништавање вашки (вашију) и јаја од вашки (гњида) у бурету је потпуно, али је дезинфекција понекад непотпуна.

## Историјат
Опште здравствено стање српске војске било је релативно задовољавајуће све до средине децембра 1914. После офанзиве на Колубари и Сувобору, Српска војска заробљава 45.000 аустроугарских војника. Међу њима је био велики број рањеника и болесника од пегавца*. Убрзо након тога, пегавац се појављује и у српској војсци. Број оболелих од пегавца почео је да расте до застрашујућих размера. Значајну улогу у ширењу пегавца одиграле су пољске болнице. Ту су се мешали рањеници, заробљеници, заражени, незаражени. Од пегавца је оболео и већи број болничара и лекара. Епидемија је обухватила и цивилно становништво. Начелник санитета Врховне команде Србије био је санитетски пуковник др Лазар Генчић.
Српска влада, увидевши да је у питању велика епидемија, обратила се 09.02.1915. године Министарству спољних послова Енглеске за помоћ у виду од око 100 лекара. Енглеска влада је послала тим од 25 лекара. На челу тима је био пуковник Вилијам Хантер. Поред британске постојале су и друге савезничке мисије: руска, француска, шкотска (Болница шкотских жена)
У таквој епидемиолошкој ситуацији било је потребно предузети мере које би сузбиле епидемију. Од свих мера које је Хантер предложио, од пресудног утицаја било је и „српско буре”. Творац српског бурета је био санитетски мајор Елиот Френк Страмерс, члан Хантерове мисије. Хантер је Парламенту приказао како функционише српско буре. Ово буре је видео и председник Владе, Никола Пашић, који је наредио да се сместа направи 100 комада и пошаље као модел у све вароши, са инструкцијама како да на лицу места направе такво буре.
Број оболелих до тада био је од 1.000 до 2.500 људи дневно, а смртност је била 70% на врхунцу епидемије. Умирало је дневно у Србији од 700-1500 људи. Резултат прве примене српског бурета је био изванредан. Већ од 29.03.1915. године (после 10-14 дана примене), број оболелих је смањен за половину, а после месец дана примене, број оболелих је спао на 230, да би за два месеца број оболелих спао на 115 болесника дневно. Енглески тим је јуна 1915. године напустио Србију, а епидемија је практично била завршена.
- Пегави тифус (пегавац) преносе беле ваши са зараженог на незараженог (са рубља и одела). Инкубација траје од 8 до 14 дана. Болест почиње изненада великом температуром, језом и дрхтавицом. Свест бива помрачена, па болесник бунца. Пред крај прве недеље болесник добија по кожи на целом телу ситне црвене пеге, због чега се овај тифус зове пегави. Пегави тифус је тешка болест и даје велику смртност[8]

У Првом свјетском рату 1915, због епидемије пјегавог тифуса у Србији, по приједлогу енглеске санитетске мисије у Србији уведена је депедикулација људи употребом импровизираних парних апарата (енгл. barrel disinfector). Због раширене примјене овог апарата у српској војсци често је називан "српско буре" ({{јез-енгл|Serbian barrel disinfector
У НОР 1941—1945, импровизирано буре за дезинфекцију користи се од 1941. Од новембра 1942. по партизанским бригадама постоје хигијенско-мобилне екипе са по два „српска бурета“. У децембру 1942, апарати добијају име „партизанско дезинфекционо буре“ ради уједначеног називања.
Очекује се да је примјена бурета и даље могућа код герилских и партизанских јединица на терену.